# Station Ueno
Station Ueno (上野駅, Ueno-eki) is een spoorwegstation en metrostation in de speciale wijk Taito in Tokio.
Het station ligt aan de Ginza-lijn, onderdeel van de Tokyo Metro en aan regionale treinverbindingen. Ook de Shinkansen rijdt langs het station.
Het station werd geopend op 28 juli 1883. Op 30 december 1927 werd de eerste metrolijn van Azië geopend tussen Ueno en Asakusa, met Ueno als westelijk eindpunt.
Shinagawa · Ōsaki · Gotanda · Meguro · Ebisu · Shibuya · Harajuku · Yoyogi · Shinjuku · Shin-Ōkubo · Takadanobaba · Mejiro · Ikebukuro · Ōtsuka · Sugamo · Komagome · Tabata · Nishi-Nippori · Nippori · Uguisudani · Ueno · Okachimachi · Akihabara · Kanda · Tokio · Yūrakuchō · Shinbashi · Hamamatsuchō · Tamachi · Shinagawa
Tokio · Ueno · Omiya · Kumagaya · Honjo-Waseda · Takasaki · Jomo-Kogen · Echigo-Yuzawa · Urasa · Nagaoka · Tsubame-Sanjo · Niigata

Gala-Yuzawa-lijn: Echigo-Yuzawa · Gala-Yuzawa